# أندريا دي أداميتش
أندريا دي أداميتش (بالإيطالية: Andrea De Adamich) مواليد 3 أكتوبر 1941 في ترييستي، هو سائق فورملا 1 إيطالي سابق كان قد بدأ مسيرته الاحترافية سنة 1968. كان أول سباق له هو جائزة جنوب أفريقيا الكبرى 1968. خاض خلال مسيرته 36 سباقاً.

## سباقات شارك فيها
- لو مان 24 ساعة
- بطولة العالم للسيارات الرياضية
- بطولة فورمولا 3 الإيطالية